# مرد ملبس، زن برهنه

فراین در پیش‌روی آرئوپاژ اثر ژان لئون ژروم، ۱۸۶۱ میلادی.

مرد ملبس، زن برهنه گونه‌ای از برهنگی زنانه است که در آن یک یا چند زن برهنه در کنار یک یا چند مرد ملبس قرار می‌گیرند.

## در هنر
برهنگی یک‌طرفه زنانه همواره به عنوان موضوعی اصلی در آثار هنری به تصویر کشده‌شده‌است؛ به خصوص در نقاشی‌های شرق‌شناسی در سده نوزدهم میلادی. معمول‌ترین این آثار به تصویر کشیدن بردگی جنسی است که در آن‌ها یک یا چند برده زن برهنه میان گروهی از مردان در بازار برده‌فروشی به تصویر کشیده می‌شوند. یکی از شناخته‌شده‌ترین این نوع نقاشی‌ها، نقاشی بازار برده‌فروشان از ژان-لئون ژروم است. نمونه دیگر نقاشی فراین در پیش‌روی آرئوپاژ اثر دیگر ژروم است. استفاده از زنان حرمسرا برای به تصویر کشیدن برهنگی یک‌طرفه زنانه نیز پرطرفدار است؛ اگرچه در این مورد افراد ملبس همواره مرد نیستند.
به‌غیر از سبک شرقی، سناریوی دیگر برهنگی یک‌طرقه زنانه در سده نوزدهم میلادی شوالیه-سرگردان بود. در این سناریو شوالیه‌ای نیرومند، دوشیزه‌ای را نجات می‌دهد. شناخته‌شده‌ترین این گونه، ادوار مانه نقاشی شوالیه سرگردان اثر جان اورت میلی است که در آن زنی برهنه به درخت بسته شده و شوالیه ای در حال بریدن طناب‌ها برای آزاد کردن او است.
نمونه‌ای دیگر نقاشی ناهار در چمنزار اثر ادوار مانه است. در این نقاشی زنی برهنه درحال نهار خوردن با دو مرد کاملاً پوشیده به تصویر کشیده شده‌است. نقاشی هم‌نوازی روستایی که به جورجونه نسبت داده شده‌است یا شاگرد او تیسین هردو الهام‌بخش نقاشی مانه بوده‌اند.نقاشی ستایش اثر ویلیام استرنگ مطالعه فلسفی زیبایی را به تصویر می‌کشد که در آن یک سرباز، نقاش، دانشمند و یک مرد سالخورده ملبس محسور زنی برهنه شده‌اند.